# Domenico Vandelli

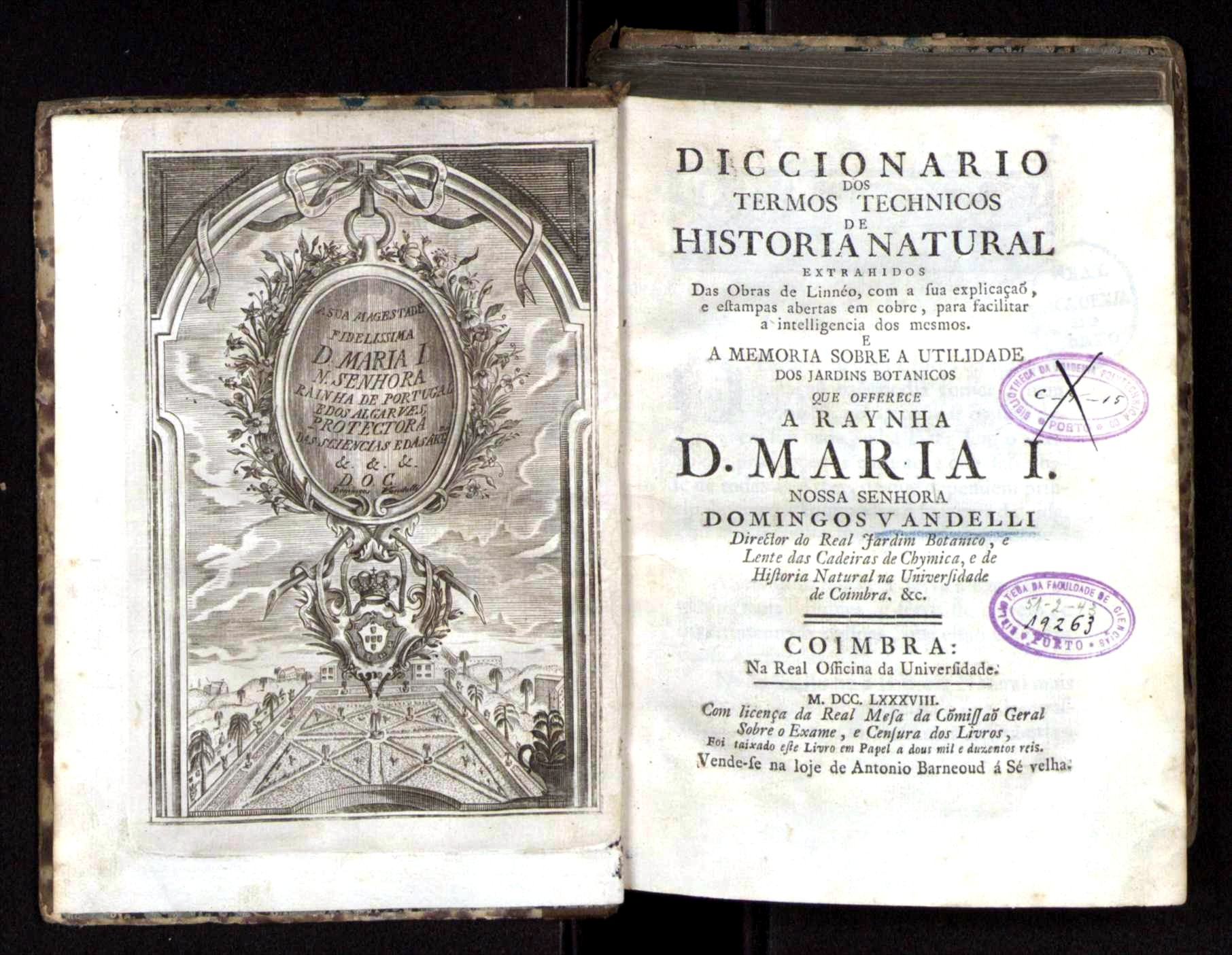
Frontispicul cărţii Diccionario dos termos technicos..., de 1788

Domenico Agostino Vandelli (n. 8 iulie 1735, Padova, Republica Veneția – d. 27 iunie 1816, Lisabona, Portugalia) a fost un naturalist italian.
În 1765, Vandelli a fost numit în funcția de lector în chimie și științe naturale la Universitatea din Coimbra. În aproximativ 1793, a devenit primul director al Grădinilor Botanice de la Palácio da Ajuda din Lisabona.